# Szkalnitzky Antal
Szkalnitzky Antal (Lak, 1836. május 6. – Lipótmező, 1878. június 9.) magyar építész. A kiegyezés és a városegyesítés nyomán kialakuló Budapest arculatának meghatározó építésze.

## Életpályája
A Baranya vármegyei Lakon született Nevének több írásmódja ismert, így gyakran Skalnitzky, néha Szkalniczky. A róla szóló monográfia szerint ő maga a Szkalnitzky írásmódot használta. Édesapja jószágigazgató volt Albrecht főherceg birtokán. 1846-tól 1854-ig a pesti ciszterci gimnáziumban tanult. 1851–1854 között a prágai főreáltanodában, 1854–1857 között a bécsi Polytechnikumban, végül 1857–1859 között a berlini Építészeti Akadémián végezte tanulmányait. 1858 folyamán számos tanulmányutat tett; járt Münchenben, Kelet-Poroszoroszágban, Szászországban, Bécsben, Erdélyben, Dalmáciában, Horvátországban és Észak-Itáliában. 1858 decemberétől 1859-ig Friedrich August Stüler műhelyében dolgozott. 1859. július 22-én megkapta a berlini építészeti Akadémia ezüstérmét. Édesapja 1861-ben halt meg. Ebben az évben Szkalnitzkyt az újonnan alakult Országos Magyar Képzőművészeti Társulat igazgatóválasztmányának tagjává választották. 1862-ben kötött házasságot Koch Antóniával; fia, Henrik 1863-ban, lánya, Zsófia 1868-ban született. 1864-től 1870-ig a budai politechnikumban tanított. 1865. december 10-én az Akadémia levelező tagjává választották. Ezután viszontagságos évek következtek: cége ellen 1870–1874 között csődeljárás folyt. Utolsó nagy sikere 1873-ban a bécsi Világkiállításon kapott művészeti érem az Oktogonon létesült épületeiért. A Felvidéken került gyógykezelésre 1873-ban. Az agysorvadás egyre jobban elhatalmasodott szervezetén: hosszas szenvedés után a lipótmezei tébolydában érte a halál.

## Ismert épületeinek listája
A művelt építész a historizmus kiemelkedő alakja; az épületkülsőkön általában olasz reneszánsz, a belsőkön gyakran francia reneszánsz elemeket alkalmazott. Sógorával, Koch Henrikkel társulva a fejlődő Budapesten számos középületét és bérházát tervezte.
- 1864: Lakóház bővítése, Budapest, Kígyó u. 7., 1052
- 1861–1865: Színházépület, ma: Csokonai Nemzeti Színház, Debrecen, Kossuth u. 10, 4024[5]
- 1862–1865: Magyar Tudományos Akadémia, Budapest, Széchenyi István tér 9, 1051 – a kivitelezést vezette Ybl Miklóssal együtt[6]
- 1865–1866: Fővárosi Állat- és Növénykert épületei, Budapest, Állatkerti krt. 6-12, 1146[7] – Koch Henrikkel közösen. Ma már csak a Bagolyvár látható, de az sem eredeti helyén, és kétszeri átalakítás után[8]
- 1868–1871: Hungária Nagyszálló, Budapest, Belgrád rakpart 30-31., 1056[9]
- 1869–1871: Thonet-ház, Budapest, Váci u. 11 / A, 1052[6][10]
- 1869–1871: Károlyi-palota (I.), Budapest, Múzeum u. 11., 1088, az épület a MÁV tulajdona, itt próbál a MÁV Szimfonikus Zenekar
- 1869–1871: Károlyi-palota (II.), Budapest, Károlyi utca 16, 1053, ma:  Petőfi Irodalmi Múzeum[6]
- 1860-as évek vége: Jankovich-kastély, ma: Jankovich kastély, Általános Iskola és Diákotthon, Öreglak, Park u. 15, 8697[11]
- 1870–1872: Református templom, Hajdúhadház, Béke útja 2, 4242[12][13]
- 1870–1873: Főposta épülete, Budapest, Petőfi Sándor utca 13-15., 1052[6][14]
- 1871: Zichy-palota, Budapest, Múzeum u. 15., 1088
- 1872: Szegedi főreáliskola, ma: Szegedi Tudományegyetem központi épülete, Szeged, Dugonics tér 13. 6720[15][16]
- 1872–1874: Színházépület, ma: Vörösmarty Színház, Székesfehérvár, Fő utca 8. 8000[17]
- 1872–1874: Színházépület, ma: Ioan Slavici Színház, Bulevardul Revoluției 103, Arad, Románia[18]
- 1872–1874: Az Oktogon négy épülete, Budapest, Oktogon, 1061:[6][19]
  - Sugárútépítő Vállalat bérháza (I.), Oktogon 1.
  - Sugárútépítő Vállalat bérháza (II.), Oktogon 2.
  - Sugárútépítő Vállalat bérháza (III.), Oktogon 3.
  - Sugárútépítő Vállalat bérháza (IV.), Oktogon 4.
- 1873–1875: A budapesti tudományegyetem Szerb utcai épülete és az egyetem könyvtára, ma: Egyetemi Könyvtár, Budapest, Ferenciek tere 6, 1053[6][20]
- 1873–1876: orvosi klinikák központi épülete[6]
- 1873: Fechtig báró háza, Budapest, Bródy Sándor u. 2., 1088
- 1875: Pesti Magyar Színház, később Nemzeti Színház átépítése, sarokbérházzal kiegészítése, Budapest, Rákóczi út 1., 1088[21][15]
- 1870-es évek: Élettani Intézet, ma: Eötvös Loránd Tudományegyetem Bölcsészettudományi Kar „E” épület, Budapest, Puskin u. 9, 1088[22][23]
- 1870-es évek: új Református kistemplom, Debrecen, Révész tér 2, 4025 – a román stílusú épület terve anyagi okok miatt nem valósult meg[24]
- Lakóépületek, Budapest, Akadémia utca 10, 14 lakóépületek[15]
- Körmöcbányai főreáliskola[15]
- Iglói tanítóképző[15]

## Képtár

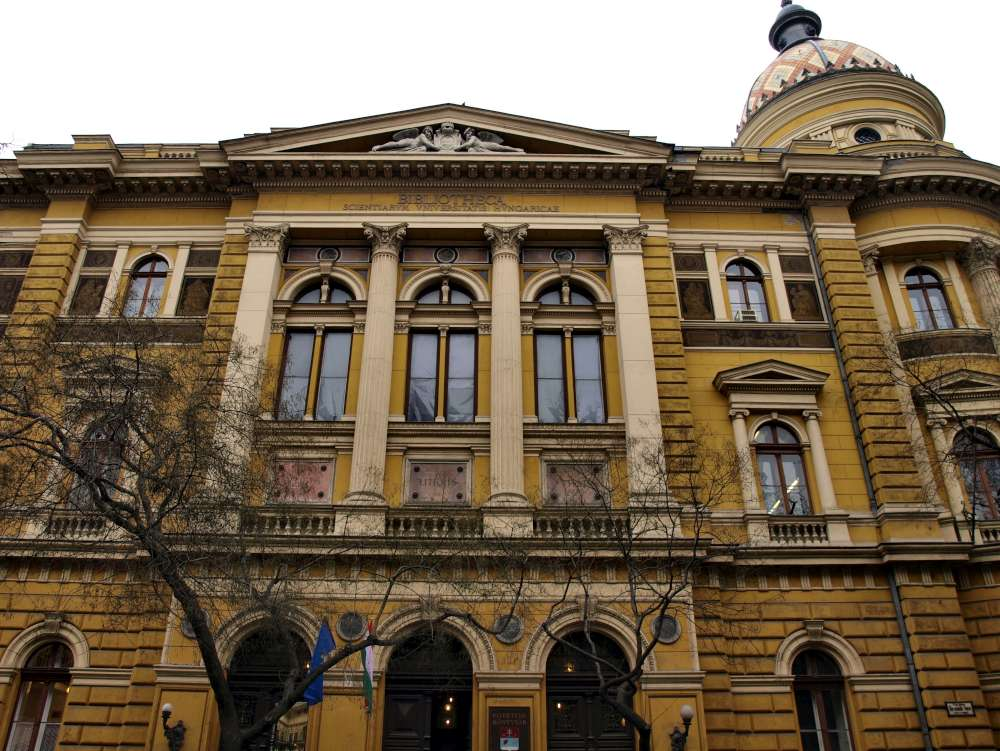
Egyetemi könyvtár, Budapest
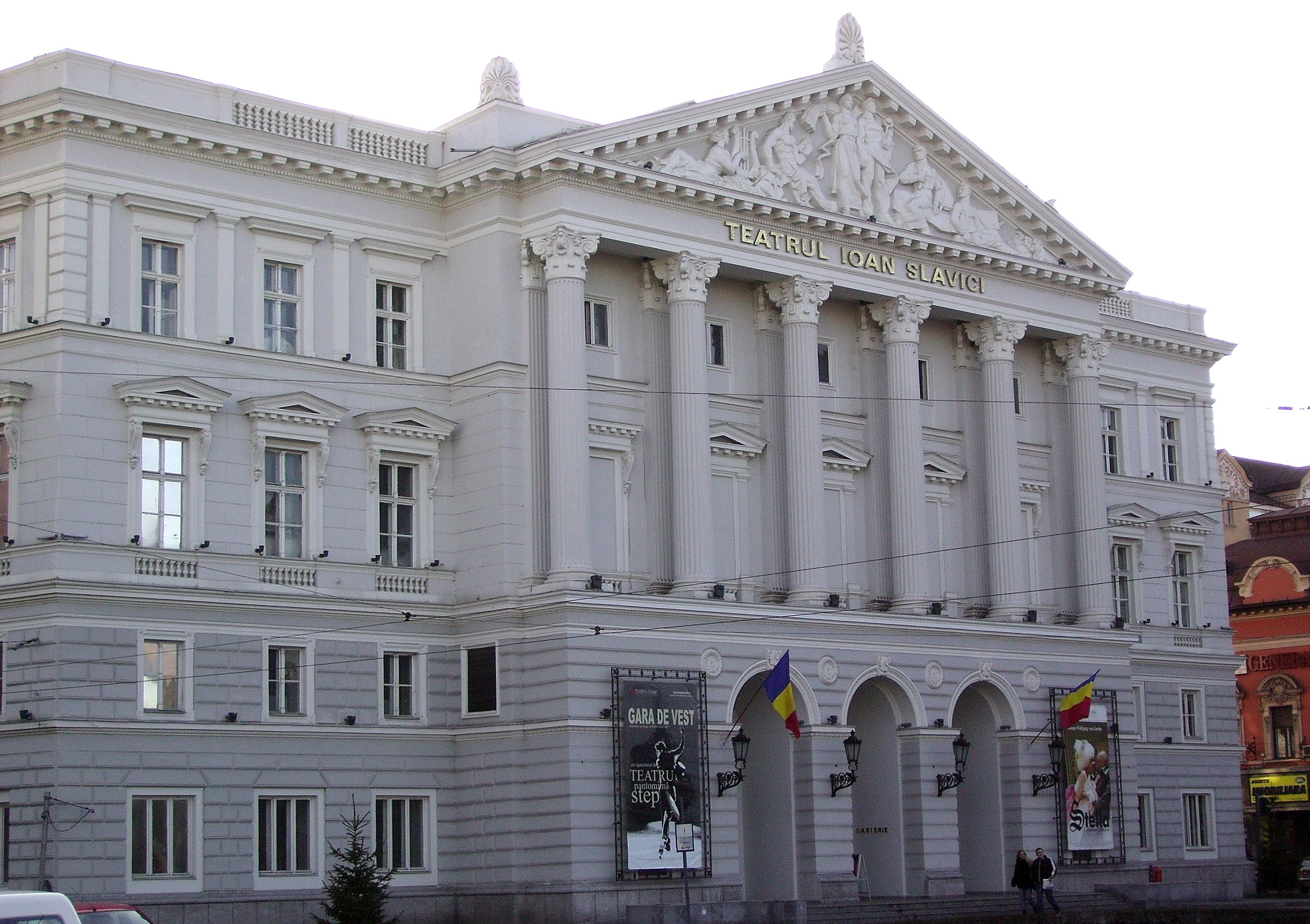
Színház, Arad
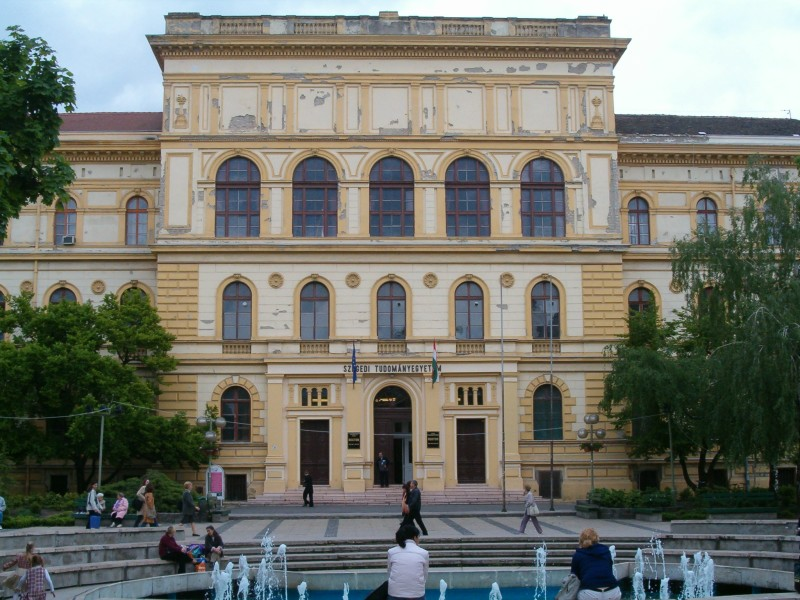
Főreáliskola, most egyetemi főépület, Szeged